# Liste der Nationalschätze Japans (Burgen)

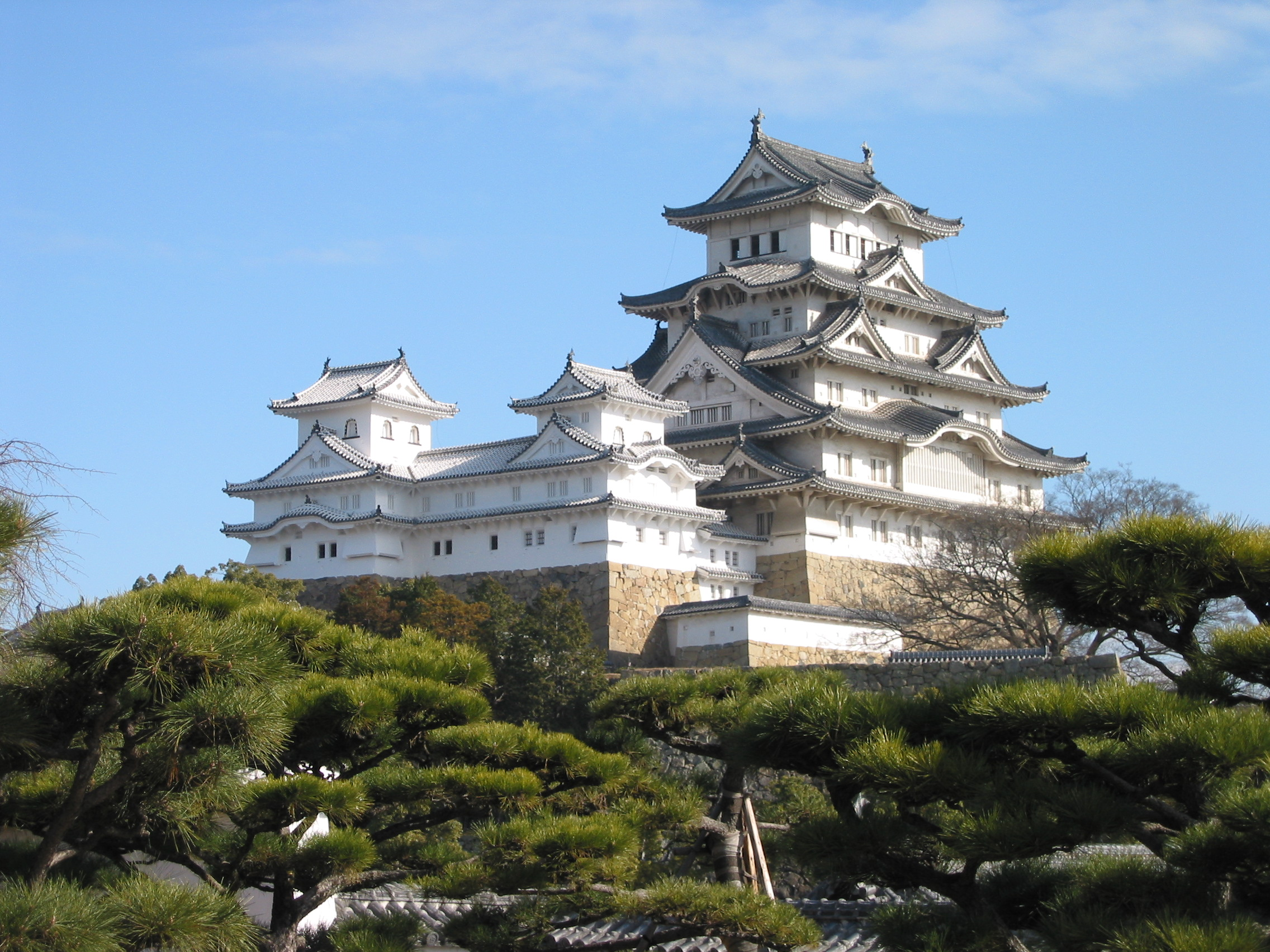
Die Burg Himeji ist die meistbesichtigte Burg Japans. Sie gehört zum Weltkulturerbe der UNESCO.

Die Sengoku-Zeit, auch Zeit der streitenden Reiche, war ein bewegter Zeitabschnitt der japanischen Geschichte, der nahezu ununterbrochen von militärischen Auseinandersetzungen geprägt war. Feudalherrscher (Daimyō), wie Oda Nobunaga, Toyotomi Hideyoshi oder Tokugawa Ieyasu, bekämpften einander, um Japan zu einen. Im Verlaufe dieses Zeitabschnittes wurden durch die fortwährenden Auseinandersetzungen viele Festungen und Burgen gebaut. Das Urbild einer japanischen Burg entstammt daher aus den sich anschließenden Zeitabschnitten, der Azuchi-Momoyama- (1573–1603) und der frühen Edo-Zeit.
Ein neues Zeitalter des Burgenbaus begann, als Fürst Nobunaga von 1576 bis 1579 die Burg Azuchi errichtete. Frühere Festungsanlagen der Kamakura- (1185–1333) und Muromachi-Zeit (1336–1573) waren einfache und raumgreifende Konstruktionen. Anders die Burg Azuchi, die mit prächtigen Verzierungen und einer Höhe von sieben Stockwerken zum Vorbild des Burgenbaus jener Zeit wurde. Diese Burg stellte zugleich einen Wechsel in der Funktion von Burgen dar: Burgen waren nun nicht mehr nur Festungen und militärische Garnisonen, sondern Mittelpunkt des politischen, kulturellen und wirtschaftlichen Geschehens. Diese neuen Burgen dienten den Feudalherren jetzt auch als Residenzen für die gesamte Familie und die treuesten Gefolgsleute. Diese Burgen wurden aus Holz und Mörtel auf einem steinernen Fundament erbaut. Im Allgemeinen wurde der Tenshu, der Donjon bzw. Bergfried, am höchsten Punkt errichtet und von ineinander verzahnten Konstruktionen wie Vorburgen, Wällen und Gräben umgeben. Wohngebäude befanden sich in der Regel in der Vorburg. Der Daimyō hielt sich zumeist in der Zitadelle auf.
Alleine in den fast 20 Jahren zwischen 1596 und 1615 wurden 100 bedeutende Burgen erbaut. Der Bau von Burgen erreichte zwischen 1600 und 1615 seinen Höhepunkt. 1600 hatte Tokugawa Ieyasu den Toyotomi-Klan in der Schlacht von Sekigahara besiegt und dessen Truppen bis zur Belagerung von Ōsaka (1615) vollständig aufgerieben. Japan war damit geeint und die Edo-Zeit brach an. In der Folge begrenzte das Tokugawa-Shogunat die Anzahl der Burgen auf eine je Provinz und untersagte 1620 den Bau neuer Burgen gänzlich. Zum Zeitpunkt der Meiji-Restauration, Ende des 19. Jahrhunderts, wurden die Burgen nicht mehr genutzt und sie verwahrlosten. Als Symbol der Herrscher vergangener Zeiten wurden einige Burgen demontiert und sogar als Feuerholz verkauft. Andere wurden von Feuersbrünsten, Erdbeben und Wirbelstürmen zerstört. Lediglich 12 Burgen besitzen noch ihren ursprünglichen Bergfried.
Ausgewiesene „materielle Kulturgüter“ können in Japan seit 1897 auch zu Nationalschätzen erhoben werden. Die Definition und die Kriterien für einen Nationalschatz haben sich im Laufe der Zeit verändert. Alle hier aufgeführten Burgen genügen den aktuellen Bestimmungen des Kulturgutschutzgesetzes, das seit dem 9. Juni 1951 angewendet wird. Die Ernennung zum Nationalschatz erfolgt aufgrund des „besonders hohen geschichtlichen oder künstlerischen Wertes“ und durch den Minister für Bildung. Die Liste umfasst vier Burgen mit acht Nationalschätzen, die von der Momoyama-Zeit bis zur frühen Edo-Zeit erbaut wurden. Die Anzahl der Nationalschätze ist de facto also höher, da einzelne Gebäudeteile unter einer Registrierungsnummer zusammengefasst wurden. Die Liste umfasst Wehrtürm (Donjon), (Wach)Türme (Yagura) und Verbindungsgänge.

## Kennzahlen

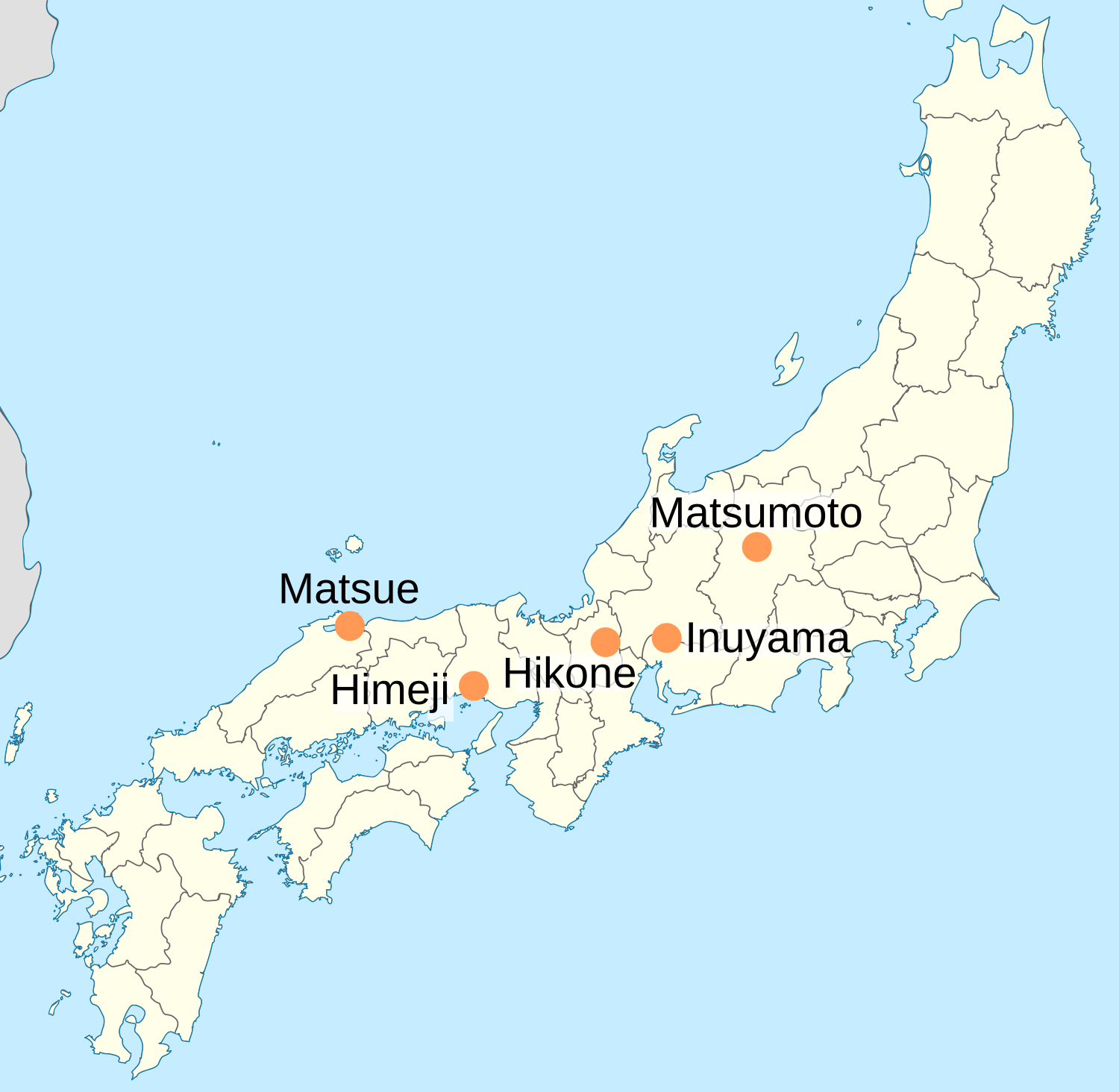
Landkarte mit den Nationalschätzen der Kategorie „Burgen“

Die acht Nationalschätze sind auf vier Burgen verteilt: Die Burg Himeji besitzt fünf, die Burgen Hikone, Inuyama und Matsumoto je einen. Die Burgen können entsprechend ihrer Lage in drei Burgentypen unterteilt werden: in Höhenburgen (山城, yamajiro), wenn sie auf einer natürlichen landschaftlichen Anhöhe stehen, in Niederungsburgen (平城, hirajiro) und in Motten (平山城, hirayamajiro), wenn sie auf einer künstlich angelegten Anhöhe stehen.
Der Donjon kann in zwei Weisen ausgeführt sein: in der älteren „Bōrōgata-“ (望楼型) oder „Sōtōgata-Bauweise“ (望楼型). Bei der älteren Bauweise wurde ein Wachturm auf ein Wohngebäude oder einen Wohnturm aufgesetzt. Bei der Sōtōgata-Bauweise handelt es sich um Wehrtürme, die ähnlich einer Pagode ein gedecktes Walmdach je Stockwerk besaßen. Diese Bauweise findet man bei der Burg Matsumoto, die ein nahezu quadratisches Fundament hat, wobei sich die Stockwerke nach oben hin verjüngen.
Der Donjon stand selten frei und unverbunden zu anderen Gebäudeteilen. Meist ist er mit Wachtürmen (Yagura) als zusammengesetztes Ensemble (複合式天守, Fukugōshiki Tenshu) aus einem großen (大天守, Daitenshu) und einem kleinen Turm (小天守, Kotenshu) arrangiert und bisweilen durch einen Verbindungsgang (渡櫓, Watariyagura) verbunden. Sind die Türme durch einen Gang direkt miteinander verbunden, spricht man von (連結式天守, Renketsushiki Tenshu). Ein typischer Donjon besaß zwischen drei und sieben äußerlich erkennbare Stockwerke. Die Anzahl der innenliegenden Geschosse kann, wie auch in der europäischen Bauweise, von der Anzahl der Stockwerke verschieden sein.

## Legende
Die Spalten der nachfolgenden Tabelle sind mit Ausnahme der Bilderspalte sortierbar.
- Bezeichnung: Bezeichnung des Bauwerks entsprechend der Datenbank für Nationale Kulturgüter.[Anm. 1][Anm. 2]
- Burg: Name der Burg.
- Bauart: Bauart mit allgemeinen Anmerkungen inklusive der Anzahl an Stockwerken / Geschossen.
- Zeitabschnitt: Zeitabschnitt der Erbauung, sortiert nach dem Jahr. Ist kein genaues Datum bekannt, ist das Jahr, in dem der Zeitabschnitt beginnt, hier genannt.
- Ortsangabe: Stadt, Präfektur und geografische Koordinaten des Bauwerks, sortiert nach Präfekturname.
- Bild: Abbildung des Bauwerks; die relevante bauliche Struktur ist durch einen blauen Rahmen gekennzeichnet.

## Nationalschätze
| Bezeichnung                                                                          | Burg           | Bauart | Zeitabschnitt                           | Ortsangabe                                                   | Bild |
| ------------------------------------------------------------------------------------ | -------------- | --- | --------------------------------------- | ------------------------------------------------------------ | --- |
| Donjon (天守, Tenshu)                                                                | Burg Hikone    | Donjon, drei Stockwerke mit Kellergewölbe und Eingangshalle. Das Dach ist im Hongawarabuki-Stil eingedeckt (本瓦葺): Dabei werden flache, konkave Ziegel mit halbzylindrisch konvexen Ziegel kombiniert. | Momoyama-Zeit, 1606                     | Hikone, Präfektur Shiga 35° 16′ 35,2″ N, 136° 15′ 6,6″ O     | |
| Anbauturm (附櫓, Tsukeyagura) und Tamon-Turm (多聞櫓, Tamonyagura)                   | Burg Hikone    | eingeschossige Wachtürme, Hongawarabuki-Dach. | Momoyama-Zeit, 1606                     | Hikone, Präfektur Shiga 35° 16′ 35,7″ N, 136° 15′ 6,7″ O     | |
| Großer Donjon (大天守, Daitenshu)                                                    | Burg Himeji    | Donjon, fünf Stockwerke/sechs Geschosse, im Westen verbunden mit dem ni-Gang, im Norden mit dem i-Gang. | Momoyama-Zeit, 1608                     | Himeji, Präfektur Hyōgo 34° 50′ 21,7″ N, 134° 41′ 38,7″ O    | |
| Nordwestlicher, kleiner Turm (乾小天守, Inui Kotenshu)                               | Burg Himeji    | Donjon mit drei Stockwerken, im Osten verbunden mit dem ro-Gang, im Süden mit dem ha-Gang. | Momoyama-Zeit, etwa 1609                | Himeji, Präfektur Hyōgo 34° 50′ 22,6″ N, 134° 41′ 37,7″ O    | |
| Westlicher, kleiner Turm (西小天守, Nishi kotenshu)                                  | Burg Himeji    | Donjon, drei Stockwerke, im Osten verbunden mit dem ni-Gang, im Norden mit dem ha-Gang. | Momoyama-Zeit, etwa 1609                | Himeji, Präfektur Hyōgo 34° 50′ 21,8″ N, 134° 41′ 37,6″ O    | |
| Östlicher, kleiner Turm (東小天守, Higashi kotenshu)                                 | Burg Himeji    | Donjon drei Stockwerke, an der Westseite mit dem ro-Gang verbunden, im Süden mit dem i-Gang. | Momoyama-Zeit, etwa 1609                | Himeji, Präfektur Hyōgo 34° 50′ 22,4″ N, 134° 41′ 39,1″ O    | |
| Verbindungsgänge I, Ro, Ha, Ni (イ, ロ, ハ, ニの渡櫓, i, ro, ha, ni no watariyagura) | Burg Himeji    | Verbindungsgang, zwei Stockwerke. I-Gang: zwischen dem großen Turm und dem östlichen, kleinen Turm, Höhe 9,03 m auf einem 8,88 m hohen Steinwall, Ro-Gang: zwischen dem östlichen, kleinen Turm und dem nordwestlichen, kleinen Turm, Höhe 9,03 m auf einem 8,3 m hohen Steinwall, Ha-Gang: zwischen dem nordwestlichen, kleinen Turm und westlichem, kleinen Turm, Höhe 9,17 m auf einem 10,06 m hohen Steinwall, Ni-Gang: zwischen dem westlichen, kleinen Turm und dem großen Turm, Höhe 9,68 m mit einer Fläche von 56,78 m². | Momoyama-Zeit, etwa 1609                | Himeji, Präfektur Hyōgo 34° 50′ 22,1″ N, 134° 41′ 38,2″ O    | Ro-Gang · I-Gang |
| Donjon (天守, Tenshu)                                                                | Burg Inuyama   | Donjon, drei Stockwerke, Höhe ca. 25 m, mit eingeschossigen Wachtürmen. | Momoyama-Zeit, 1601                     | Inuyama, Präfektur Aichi 35° 23′ 18″ N, 136° 56′ 21″ O       | |
| Donjon (天守, Tenshu)                                                                | Burg Matsumoto | Donjon, fünf Stockwerke. | Tenshu: frühe Edo-Zeit, frühe Genna-Ära | Matsumoto, Präfektur Nagano 36° 14′ 19″ N, 137° 58′ 7,9″ O   | |
| Kleiner, nordwestlicher Turm (乾小天守, Inui Kotenshu)                               | Burg Matsumoto | Zweiter Wehrturm, drei Stockwerke. | Momoyama-Zeit, Bunroku-Zeit (1592–1596) | Matsumoto, Präfektur Nagano 36° 14′ 19,7″ N, 137° 58′ 7,8″ O | A 3-storied castle tower with black wooden walls located on a platform of unhewn stones above a water filled moat. The tower is connected to a lower structure on one sides. |
| Verbindungsgang (渡櫓, Watari yagura)                                                | Burg Matsumoto | Verbindungsgang, zwei Stockwerke. | frühe Edo-Zeit, etwa frühe Genna-Ära    | Matsumoto, Präfektur Nagano 36° 14′ 19,4″ N, 137° 58′ 7,8″ O | |
| Südöstlicher Verbindungsturm (辰巳附櫓, Tatsumi tsukeyagura)                         | Burg Matsumoto | Verbindungsturm, zwei Stockwerke. | frühe Edo-Zeit, Kan'ei-Ära (1624–1643)  | Matsumoto, Präfektur Nagano 36° 14′ 18,8″ N, 137° 58′ 8,3″ O | Der Verbindungsturm befindet sich hier zwischen dem Tenshu links und dem rot gedeckten ondschau-Turm rechts                                                                  |
| Mondschau-Turm (月見櫓, Tsukimi yagura)                                              | Burg Matsumoto | Verbindungsturm, ein Stockwerk | frühe Edo-Zeit, Kan'ei-Ära (1624–1643)  | Matsumoto, Präfektur Nagano 36° 14′ 18,8″ N, 137° 58′ 8,6″ O | |